# Habrocestum pullatum
Habrocestum pullatum là một loài nhện trong họ Salticidae.
Loài này thuộc chi Habrocestum. Habrocestum pullatum được Eugène Simon miêu tả năm 1876.